# شهوت‌نگاره شاخک‌دار

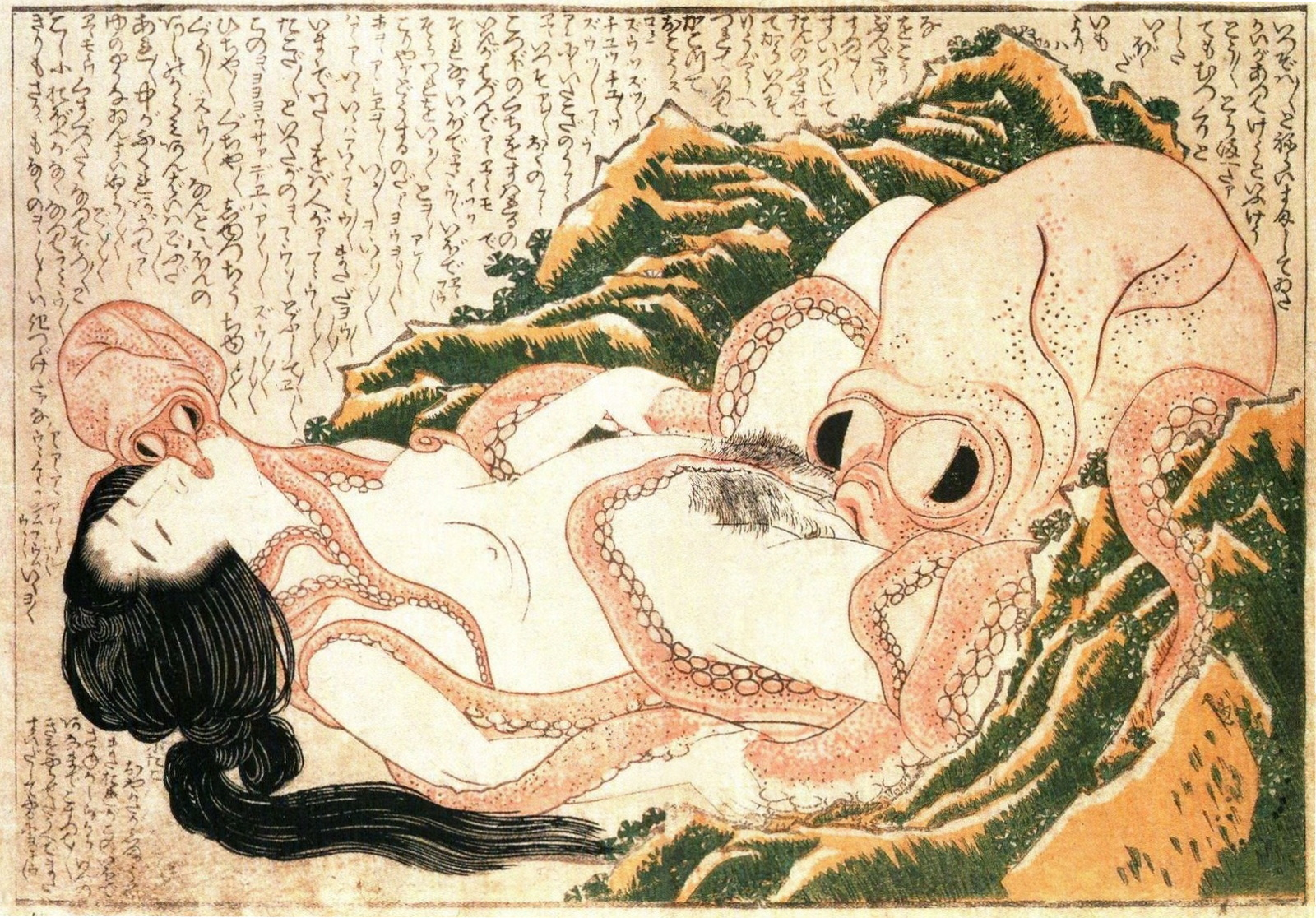
رؤیای همسر مرد ماهی‌گیر، طرحی از کاتسوشیکا هوکوسائی در سال ۱۸۱۴ که زنی را در حال آمیزش جنسی با دو اختاپوس به تصویر می‌کشد.

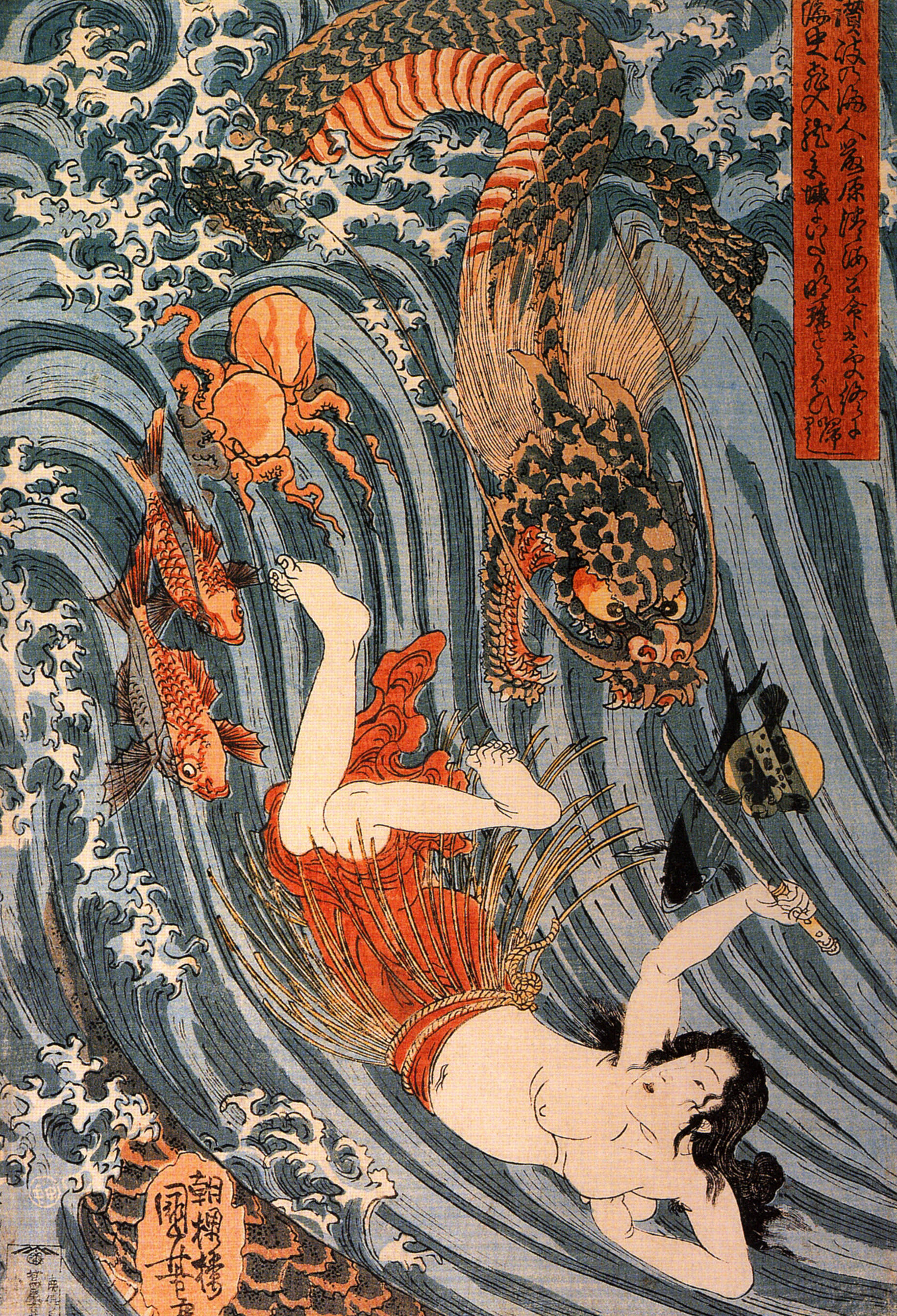
تاماتوری جواهر پادشاه اژدها را می‌دزدد، چاپ چوبی اوتاگاوا کونی‌یوشی.

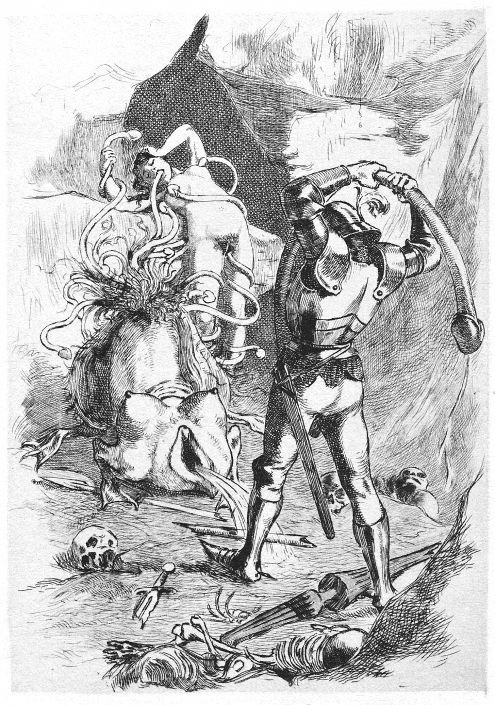
رقص بزرگ مرگ اثر مارتین فان مائیله

شهوت‌نگاره شاخک‌دار (به چینی سنتی: 触手強姦 با تلفظ شاکوشیو گوکن) یا تجاوز جنسی شاخک‌دار، نوعی پورنوگرافی در ژاپن است که پورنوگرافی سنتی را با عناصر حیوان‌خواهی و فانتزی، ترسناک یا علمی-تخیلی ادغام می‌کند. در برخی از عنوان‌ها شهوت‌نگاره ترسناک یا هنتای، با موجودات شاخکدار (معمولاً هیولاهای خیالی) در حال آمیزش جنسی، عمدتاً با زنان، یا به میزان کمتر با مردان یافت می‌شود. شهوت‌نگاره شاخک‌دار می‌تواند توافقی باشد، اما عمدتاً حاوی عناصر تجاوز جنسی است.
این ژانر در ژاپن تا حدی محبوب است که به مقام نقیضه می‌رسد. در قرن بیست و یکم، فیلم‌های ژاپنی از این ژانر در ایالات متحده و اروپا به رسمیت شناخته شده‌اند، هرچند که بخش کوچکی از صنعت فیلم‌های فتیش‌محور بزرگسالان است. در حالی که بیشتر شهوت‌نگاره شاخک‌دار شامل انیمیشن می‌شود، چند فیلم لایو اکشن نیز وجود دارند که آن را به تصویر می‌کشند.

## پیوند به پیرون
- مجموعه مصاحبه با هنرمند مانگا قسمت اول، کارت پستال‌های غرق در مانگا — مصاحبه با توشیو مائدا.